# Thirst (film 2009)
Thirst (박쥐?; lett. "Pipistrello") è un film del 2009 scritto e diretto da Park Chan-wook, vincitore del Premio della giuria al 62º Festival di Cannes.
La trama del lungometraggio è liberamente ispirata al romanzo Teresa Raquin di Émile Zola.

## Trama
Sang-hyun è un prete cattolico che svolge volontariato in un ospedale. È un uomo rispettato per la sua cieca fede e per la dedizione al lavoro, tuttavia nutre in segreto sentimenti quali dubbio e tristezza. Sang-hyun si offre volontario per partecipare ad un esperimento volto a trovare un vaccino per il virus letale Emmanuel. Nonostante l'esperimento fallisca, e Sang-hyun venga infettato in maniera apparentemente fatale, ha una rapida e completa guarigione dopo aver ricevuto sangue tramite trasfusione.
La notizia della sua miracolosa guarigione si diffonde velocemente e le persone iniziano a credere che egli abbia ricevuto il dono di guarire il prossimo. Ben presto, migliaia di persone entrano nella cerchia di Sang-hyun per assistere alle sue funzioni; in particolare, il suo amico d'infanzia Kang-woo e famiglia lo invitano ad unirsi alla serata di mahjong nella sua casa, dove Sang-hyun si sente attratto dalla moglie dell’amico, Tae-ju. Sang-hyun tuttavia ha una ricaduta e ritornano i sintomi della malattia; quando si risveglia nel panico, alla ricerca di un riparo a causa della luce del sole, Sang-hyun si rende conto di essersi trasformato in un vampiro.
Inizialmente il prete sente un rinnovato vigore, ma presto viene pervaso dalla sete e si ritrova suo malgrado a bere il sangue di un paziente in stato comatoso. Dopo aver tentato il suicidio, Sang-hyun sente l'irrefrenabile desiderio di sangue umano. A peggiorare la situazione, i sintomi del virus Emmanuel ritornano e sembrano sparire solo quando la sete di sangue viene placata. Nel disperato tentativo di non commettere omicidi, Sang-hyun inizia a rubare le sacche di sangue per le trasfusioni dell’ospedale.
Tae-ju, che vive col marito malato e la suocera iperprotettiva, la signora Ra, conduce una vita triste e arida, e prova attrazione e desiderio nei confronti di Sang-hyun, tanto che i due instaurano una relazione segreta. Quando però Tae-ju scopre la verità su Sang-hyun, lo allontana in preda al terrore; Sang-hyun la prega di fuggire insieme, e lei rifiuta, suggerendo piuttosto di uccidere il marito.
Quando il superiore di Sang-hyun al monastero gli chiede di donargli il suo sangue di vampiro per guarire i suoi occhi e tornare a vedere il mondo prima di morire, Sang-hyun lo uccide, fugge dal monastero e torna alla dimora della signora Ra, in modo da giacere in segreto con Tae-ju. Notando dei lividi sul di lei corpo, crede che il marito ne possa essere la causa, sospetto che lei timidamente conferma. Sang-hyun decide di uccidere Kang-woo durante una battuta di pesca assieme alla coppia: spinge Kang-woo in acqua e lo chiude in un armadio in fondo al lago con un masso per impedire che questo torni in superficie.
Dopo la conseguente investigazione di polizia, la signora Ra inizia a bere dopo la morte del figlio, affondando sempre più nella depressione e giungendo ad uno stato di apatia e paralisi fisica, mentre Sang-hyun e Tae-ju vengono perseguitati da terrificanti visioni del cadavere putrefatto di Kang-woo. Quando Tae-ju si lascia sfuggire che Kang-woo non l'ha mai picchiata, Sang-hyun è furioso in quanto ha ucciso l’amico solo per proteggerla. Con le lacrime agli occhi, Tae-ju chiede a Sang-hyun di ucciderla e farla ricongiungere al marito. Il prete l'accontenta, ma dopo essersi nutrito del suo sangue, decide di non voler rimanere solo per sempre e nutre il corpo di Tae-ju col proprio sangue, trasformandola in vampiro. La signora Ra, caduta a terra in seguito ad una crisi, assiste a tutto.
Tae-ju si rivela ben presto un mostro privo di qualsiasi rimorso, uccidendo indiscriminatamente chiunque solo per nutrirsi, mentre Sang-hyun si comporta in maniera più composta e compassionevole, uccidendo solo quando strettamente necessario. La loro etica conflittuale risulta in un inseguimento sui tetti e in una breve lotta. Qualche tempo dopo, la signora Ra tenta di comunicare agli amici di Kang-woo che Sang-hyun e Tae-ju sono gli assassini del figlio, ma Tae-ju si sbarazza velocemente di due degli amici e Sang-hyun si occupa della terza. Realizzando la gravità della situazione, Sang-hyun comunica a Tae-ju la necessità di andarsene prima di essere scoperti. Prima di andarsene insieme, Sang-hyun fa visita al campo di credenti che lo avevano creduto un miracolo vivente in quanto sopravvissuto al virus Emmanuel. Per fare in modo che questi smettano di idolatrarlo, finge di violentare una ragazza, scatenando l’ira dei fedeli che lo scacciano.
Sang-hyun quindi mette la signora Ra nella sua auto e, assieme a Tae-ju, guida nella notte. Nella casa intanto, la terza degli amici scappa, in quanto Sang-hyun aveva solo finto di ucciderla per proteggerla dalla furia omicida di Tae-ju. Svegliatasi da un sonnellino in auto, Tae-ju si rende conto che Sang-hyun l’ha portata in un luogo desolato senza alcun riparo dall’imminente alba. Realizzando che il piano di Sang-hyun è quello di bruciare entrambi sotto i raggi del sole, Tae-ju cerca di nascondersi, ma Sang-hyun rende vano ogni suo tentativo. Rassegnatasi al proprio destino, lo raggiunge sul cofano dell’auto ed entrambi si riducono in cenere al sorgere del sole mentre la signora Ra guarda la scena dal sedile sul retro.

## Riconoscimenti
- 2009 – Festival di Cannes
  - Premio della giuria[1]
- 2010 – Festival internazionale del cinema fantastico di Bruxelles
  - Corvo d'Argento a Park Chan-wook